# يوجين أ. برنس
يوجين أ. برنس هو سياسي أمريكي، ولد في 31 يوليو 1930، وتوفي في 13 أكتوبر 2007 في Sunriver, Oregon ‏ في الولايات المتحدة. نشط حزبياً في الحزب الجمهوري. وقد انتخب عضو مجلس نواب واشنطن ‏.